# Philoscia buddelundi
Philoscia buddelundi là một loài chân đều trong họ Philosciidae. Loài này được Searle miêu tả khoa học năm 1922.